# Jirón Trujillo (Rímac)
El Jirón Trujillo es una de las principales calles del distrito del Rímac, en la ciudad de Lima, capital del Perú. La calle comienza en el Puente de Piedra, donde continúa al otro lado del río Rímac por el Jirón de la Unión (con el que forma parte del eje principal del centro histórico), y continúa hasta llegar a la Alameda de los Bobos. Se une así a las llamadas zonas monumentales de los distritos del Rímac y Lima.

## Historia
El camino que hoy constituye la calle fue trazado por Francisco Pizarro durante la fundación de Lima. Antes de la nomenclatura adaptada en 1861, se conocía simplemente en su totalidad como la calle que unía el puente con la Iglesia de San Lázaro. Antes de este cambio de nombre, cada cuadra tenía un nombre único:
- Cuadra 1: Puente, después del puente de al lado. Es la manzana más corta de la calle y antiguamente albergó un molino de viento que duró hasta el siglo XIX.[5]
- Cuadra 2: Capilla, posterior a la ermita –hoy iglesia– de Nuestra Señora del Rosario.[6][7]
- Cuadra 3: Queipo, después de un vecino no identificado.[8]
- Cuadra 4: San Lázaro, después de la iglesia del mismo nombre. Anteriormente se conocía como Montero, posiblemente por un apellido.[9]
- Cuadra 5: Matamoros, después del apellido, cuyo portador no ha sido identificado definitivamente.[10]
- Cuadra 6: Puente Amaya, después de un apellido.[11]
- Cuadra 7: Puente de Soga, tras un puente rudimentario.[12]
- Cuadra 8: Pedregal, luego del terreno rocoso de la zona.[3]

Un bulevar fue inaugurado por el entonces presidente Alan García en 2009, como parte de un programa de remodelación dirigido al distrito. Las obras consistieron en el mejoramiento de las vías, la pintura de las fachadas de los edificios y la limpieza de sus techos.
En la calle se encuentra la Iglesia de Nuestra Señora del Rosario, la iglesia más pequeña del país, rodeada de edificios con sus característicos balcones.